# Kastanjespindling
Kastanjespindling (Cortinarius erubescens) är en svampart som beskrevs av M.M. Moser 1968. Kastanjespindling ingår i släktet Cortinarius och familjen spindlingar.  Arten är reproducerande i Sverige. Inga underarter finns listade i Catalogue of Life.